# 3722 Urata

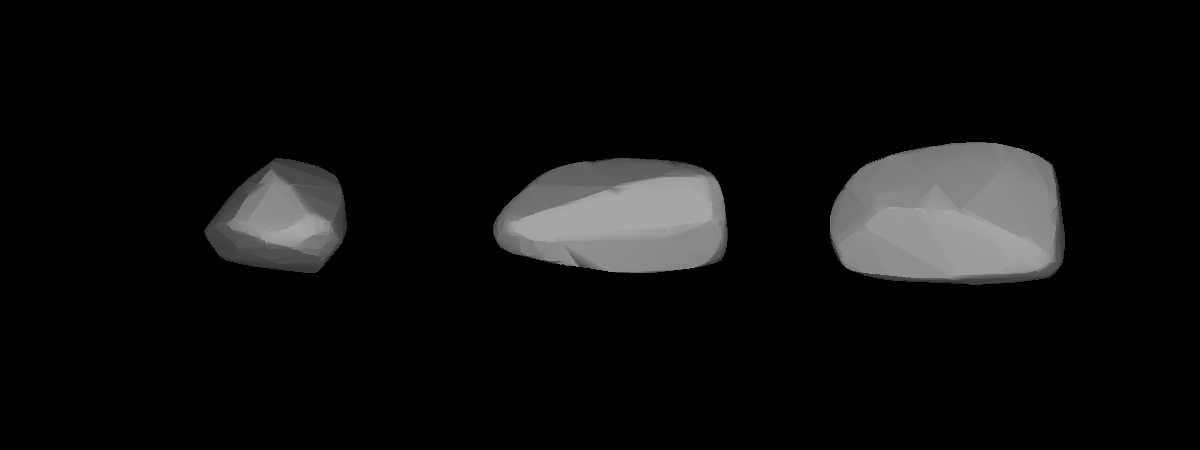
3722 Urata

3722 Urata eller 1927 UE är en asteroid i huvudbältet, som upptäcktes 29 oktober 1927 av den tyske astronomen Karl Wilhelm Reinmuth i Heidelberg. Den har fått sitt namn efter den japanske amatörastronomen Takeshi Urata.
Asteroiden har en diameter på ungefär 7 kilometer.